# Aaron Van der Beken
Aaron Van der Beken, né le 13 novembre 2000 à Zwijnaarde, est un coureur cycliste belge. Il est membre de l'équipe Bingoal Pauwels Sauces WB.

## Biographie
En 2018, Aaron Van der Beken se distingue chez les juniors (moins de 19 ans) en terminant quatrième du championnat de Belgique et du Keizer der Juniores, septième de la Route des Géants et d'Aubel-Thimister-Stavelot ou encore huitième du Giro della Lunigiana. Il tient également un rôle d'équipier pour la Belgique lors des grands évènements, finissant treizième du championnat d'Europe juniors à Zlín et 55e du championnat du monde juniors, tous deux remportés par son compatriote Remco Evenepoel. Il rejoint ensuite la formation EFC-L&R-Vulsteke en 2019 pour ses débuts espoirs (moins de 23 ans). Son directeur sportif Wim Feys loue alors ses qualités de coéquipier, et le présente comme un coureur performant sur les parcours difficiles. 
Après une saison 2020 perturbée par la pandémie de Covid-19, il intègre la réserve de l'équipe World Tour Lotto-Soudal en 2021. Bon grimpeur, il se classe troisième d'une étape sur la Ronde de l'Isard, neuvième du Tour de la Vallée d'Aoste et onzième du Tour de Savoie Mont-Blanc. L'année suivante, il arrête ses études et quitte son emploi à temps partiel dans un magasin de vélos pour se consacrer pleinement à la compétition. Malgré trois contaminations au Covid, ainsi qu'une contraction au mycoplasma, il parvient à terminer dixième du Tour de Normandie, cinquième du Grand Prix des Marbriers, sixième de la Coppa della Pace, septième du Tour de Moselle ou encore huitième de la Coppa Zappi. En aout, il remporte le classement de la montagne du Tour du Brabant flamand.
Il passe finalement professionnel en 2023 au sein de la formation Bingoal Pauwels Sauces WB, qui l'engage pour une durée de deux ans.

## Palmarès
- 2020
  - 2e de la course de côte de Vresse-sur-Semois
- 2022
  - 3e de la course de côte de Vresse-sur-Semois

## Classements mondiaux
| Année                                 | 2019  | 2020 | 2021  | 2022  | 2023  |
| ------------------------------------- | ----- | ---- | ----- | ----- | ----- |
| Classement mondial                    | 3308e | nc   | 2718e | 2117e | 2026e |
| UCI Europe Tour                       | 2005e | nc   | 1774e | 1327e | nc    |
|                                       |       |      |       |       |       |
| Légende : nc = non classéSource : UCI |       |      |       |       |       |